# Mark to market
Mark to market (MTM of M2M) is een term uit de financiële verslaglegging van ondernemingen. Het betekent dat activa of verplichtingen in de financiële rapportage worden gewaardeerd tegen de actuele marktwaarde in plaats van tegen de historische kostprijs. Dit houdt in dat hun waarde regelmatig wordt aangepast aan de hand van de prijs die ze op de markt zouden opbrengen, wat een realistischer beeld geeft van de financiële positie van een bedrijf. Het wordt veel gebruikt bij financiële instrumenten zoals aandelen, derivaten en obligaties.